# Joaquín Botero
Joaquín Botero Vaca (ur. 10 grudnia 1977 w La Paz) – piłkarz boliwijski grający na pozycji napastnika.

## Kariera klubowa
Karierę piłkarską Botero rozpoczął w klubie Mariscal Braun. W 1997 roku zadebiutował w jego barwach w boliwijskiej Primera División. W swoim debiutanckim sezonie zdobył 18 goli, a w 1998 roku został zawodnikiem klubu z największego miasta kraju La Paz o nazwie Deportivo Municipal. Także i w tym zespole zaliczył 18 trafień, a w 1999 roku przeszedł do Club Bolívar. W Bolívarze stał się czołowym strzelcem. W 2002 roku osiągnął z tym klubem swoje pierwsze sukcesy w karierze. Został mistrzem Boliwii, a zdobywając 49 bramek w lidze stał się królem strzelców tamtejszej Primera División.
W 2003 roku Botero przeszedł do meksykańskiego UNAM Pumas wywodzącego się ze stolicy kraju Meksyku. W meksykańskiej Primera División zadebiutował 9 sierpnia w wygranym 1:0 wyjazdowym meczu z Atlasem Guadalajara. W 2004 roku wywalczył z UNAM Pumas zarówno mistrzostwo fazy Clausura, jak i Apertura na jesieni. W sezonie 2006/2007 rozegrał dwa sportkania w argentyńskiej San Lorenzo de Almagro. Z kolei jesienią 2007 występował w wenezuelskim Deportivo Táchira.
W 2008 roku Botero wrócił do Bolívaru, dla którego zdobył 11 goli. Na początku 2009 roku został zawodnikiem Correcaminos UAT, grającego w Primera División A, czyli meksykańskiej drugiej lidze. W 2010 roku był wypożyczony do kuwejckiego Al-Arabi, a w 2011 roku przeszedł do San José
| Sezon   | Klub                   | Kraj      | Rozgrywki              | Mecze | Bramki |
| ------- | ---------------------- | --------- | ---------------------- | ----- | ------ |
| 1997    | Mariscal Braun         | Boliwia   | Primera División       | 22    | 18     |
| 1998    | Deportivo Municipal    | Boliwia   | Primera División       | 24    | 18     |
| 1999    | Club Bolívar           | Boliwia   | Primera División       | ?     | ?      |
| 2000    | Club Bolívar           | Boliwia   | Primera División       | 36    | 21     |
| 2001    | Club Bolívar           | Boliwia   | Primera División       | 48    | 33     |
| 2002    | Club Bolívar           | Boliwia   | Primera División       | 40    | 49     |
| 2003    | Club Bolívar           | Boliwia   | Primera División       | 8     | 8      |
| 2003/04 | UNAM Pumas             | Meksyk    | Primera División       | 22    | 3      |
| 2004/05 | UNAM Pumas             | Meksyk    | Primera División       | 26    | 7      |
| 2005/06 | UNAM Pumas             | Meksyk    | Primera División       | 24    | 4      |
| 2006/07 | San Lorenzo de Almagro | Argentyna | Primera División       | 2     | 0      |
| 2007/08 | Deportivo Táchira      | Wenezuela | Primera División       | 5     | 0      |
| 2008    | Club Bolívar           | Boliwia   | Primera División       | 25    | 11     |
| 2008/09 | Correcaminos UAT       | Meksyk    | Primera División A     | 15    | 5      |
| 2009/10 | Correcaminos UAT       | Meksyk    | Primera División A     | 13    | 5      |
| 2010/11 | Al-Arabi Kuwejt        | Kuwejt    | Kuwaiti Premier League | 4     | 3      |
| 2011    | San José               | Boliwia   | Primera División       |       |        |

## Kariera reprezentacyjna
W reprezentacji Boliwii Botero zadebiutował w 1999 roku. W 2004 roku wziął udział w Copa América 2004. Na tym turnieju zdobył jedną bramkę, w zremisowanym 2:2 meczu z Peru, jednak Boliwia nie wyszła ze swojej grupy. Z kadrą narodową występował w eliminacjach do MŚ 2002, MŚ 2006, a obecnie walczy z nią o awans do MŚ 2010. W tych ostatnich, 1 kwietnia 2009, zdobył 3 gole w wygranym 6:1 domowym spotkaniu z Argentyną.